# Bataljon

Natosymbolen (enligt symbolstandard APP6B) för en infanteribataljon, de två strecken ovanför rektangeln anger att det är en bataljon. Krysset i rektangeln anger att det är ett infanteriförband. Den blåa färgen anger att det är egna eller allierade styrkor.

Bataljon, (fr. bataillon, av bataille, som betyder fältslag) är ett militärt förband som ofta är specialiserat för en viss militär uppgift. En bataljon är en underavdelning till en brigad eller ett regemente, och består vanligen av mellan fyra och sex kompanier. Antalet soldater i en bataljon varierar mellan 400 och 1 200 man. Chefen för en bataljon är vanligen överstelöjtnant eller major.[källa behövs]
Den engelska termen är battalion. I den amerikanska armén används termen squadron om ett bataljonsförband i pansartrupperna och arméflyget. I den brittiska armén används termen regemente för bataljonsförband i många truppslag, bland annat artilleriet. I Frankrike betecknas bataljonsförband generellt med termen regemente.

## Historik
Under 1400- och 1500-talen användes benämningen för att beteckna en massa av fotfolk, vilken som helst, ordnad i sluten fyrkant. Under 1600-talets senare hälft överflyttades benämningen på en viss truppenhet (förut skvadron eller brigad), som i striden uppträdde i en samlad enhet. Småningom blev denna enhet av fast natur och lades till grund för beräkningen av infanteriet. Härav uppstod benämningen taktisk enhet. 
Bataljonen delades förr i fyra, fem eller sex, undantagsvis flera, kompanier, men räknade i 1900-talets början överallt fyra sådana; i engelska armén dock åtta. Dess styrka utgör vanligen på fredsfot 400-600 man, på krigsfot 800-1000 man. Bataljonen föres av en bataljonschef. 

## Sverige
I Sverige infördes benämningen bataljon under senare delen av 1600-talet. Det var en ersättning för den äldre svenska benämningen skvadron och utgjorde under karolinertiden ett stridande förband med en styrka på cirka 600 man uppdelat på fyra kompanier med 150 man var. I regel bestod ett karolinskt infanteriregemente av 2 bataljoner med sammanlagt 8 kompanier.

### Norrlandsskyttebataljon
Norrlandsskyttebataljon var en bataljonstyp som existerade i svenska försvarsmakten mellan 1963 och 2000. Förbandstypen upprättades först som ett försöksförband vid Norrbottens regemente (I 19) i Boden och åren 1964–1965 genomfördes den första utbildningsomgången. Norrlandsbataljonen har haft tre olika organisationer, NB63, NB69R och NB85/88. Organisation 88 intogs efter tillförsel av pansarvärnsrobot 56. Norrlandsskytteförbanden var infanteriförband som omorganiserades för att på ett bättre sätt klara klimatet och geografin i Norrland. Jämfört med infanteriförbanden var Norrlandsskytteförbanden till största delen försedda med banddrivna fordon.
Norrlandsskyttebataljon NB 85 (senare 88) ingående i Norrlandsbrigad NB 85 var organiserad enligt skissen nedan. Från vänster Norrlandsskyttebataljon, Norrlandsskyttekompani, Norrlandsskyttepluton):
| Nb 85 |

### Mekaniserad bataljon
I slutet på 1990-talet kunde en svensk mekaniserad bataljon bestå av: 
- 1 bataljonsstab
- 1 mekaniserat stabs- och granatkastarkompani
- 2 mekaniserade skyttekompanier
- 2 stridsvagnskompanier
- 1 mekaniserat trosskompani

Den mekaniserade bataljonen var ett operativt rörligt förband som var organiserat för att kunna verka mot en angripares modernaste mekaniserade förband, landstigningsförband och luftlandsättningsförband, understödda av attackhelikoptrar och attackflyg. Bataljonen hölls i regel samman av en brigad men kunde även ges självständiga uppgifter.

### Manöverbataljon
I och med Försvarsbeslutet 2009 beslutades att Försvarsmakten skulle sätta upp åtta moderna och likformiga bataljoner som kärnan i det nya professionella insatsförsvaret.
Den slutgiltiga insatsorganisationen (IO 14) blev:
- Fyra mekaniserade manöverbataljoner med stridsfordon 90, som krigsorganiseras av Skaraborgs regemente (P 4), Södra skånska regementet (P 7) och Norrbottens regemente (I 19). I det budgetunderlag som försvarsmakten har lämnat för beslut på politisk nivå kommer antalet mekaniserade manöverbataljoner att öka till fem bataljoner.
- Två lätta mekaniserade manöverbataljoner med pansarterrängbil 360, som krigsorganiseras av Södra skånska regementet (P 7) och Norrbottens regemente (I 19). I budgetunderlaget som försvarsmakten har lämnat för beslut kommer antalet lätt mekaniserade manöverbataljoner att minska till en bataljon.
- En lätt manöverbataljon med personterrängbil 6 och 4, som krigsorganiseras av Livregementets husarer (K 3) och Livgardet (LG).
- En amfibisk manöverbataljon med bandvagn 309S och stridsbåt 90H, som krigsorganiseras av Amfibieregementet (Amf 1).
- Tre fristående stridsvagnskompanier med stridsvagn 122, som krigsorganiseras av Skaraborgs regemente (P 4), och Norrbottens regemente (I 19).

Dessutom fanns en mobiliseringsreserv med fyra mekaniserade bataljoner med stridsfordon 90 och stridsvagn 122 samt ett fristående stridsvagnskompani (stridsvagn 122) som har förrådsställts på Gotland.

### Bataljoner ingående i brigaderna
Från 2016-01-01 är arméns manöverförband åter organiserade i brigader - 2. Brigaden och 3.Brigaden samt 18. Stridsgruppen (Gotland).
2. Brigaden består av:
- 42. mekaniserade bataljonen från Skaraborgs regemente (P 4)
- 191. mekaniserade bataljonen från Norrbottens regemente (I 19)
- 71. motoriserade infanteribataljonen från Södra skånska regementet (P 7)
- 21. ingenjörsbataljonen från Göta ingenjörregemente (Ing 2)
- 61. luftvärnsbataljonen från Luftvärnsregementet (Lv 6)
- 1. logistikbataljonen från Göta trängregemente (T 2)
- 91. artilleribataljonen från Bodens artilleriregemente (A 8)
- Brigadledningskompani samt sambandskompani från Ledningsregementet (LedR)
- 2. brigadspaningskompani från Skaraborgs regemente (P 4)

#### Mekaniserad bataljon
Bataljonen består av ca 800 man och är indelade i två pansarskyttekompanier (Stridsfordon 90) och två stridsvagnskompanier (Stridsvagn 122). Dessa understöds av stab- och understödskompaniet för exempelvis indirekt eld, underrättelser samt luftvärnsförmåga samt ett trosskompani för logistik. 
- Chefsgrupp
  - Bataljonschef
  - Stf bataljonschef
  - Stf bataljonschef 2 (bataljonsförvaltare)
- Bataljonsstab
  - S1 - Personalsektionen
  - S2 - Underrättelsesektionen
  - S3 - Genomförandesektionen
  - S4 - Logistiksektionen
  - S5 - Samverkanssektionen
  - S6 - Ledning och sambandssektionen
- Stab och understödskompani
  - Ledningspluton
  - Spaningspluton
  - Granatkastarpluton (2)
  - Luftvärnskanonvagnspluton
  - Stab- och trosspluton
- Pansarskyttekompani (2)
  - Pansarskyttepluton (3)
  - Stab- och trosspluton
- Stridsvagnskompani (2)
  - Stridsvagnspluton (3)
  - Stab- och trosspluton
- Trosskompani
  - Ledningstropp
  - Trosspluton
  - TOLO-pluton
  - Reparationspluton
  - Pionjärpluton
  - Sjukvårdspluton

### Hemvärnsbataljon
I försvarsbeslutet 2009 slogs även fast att det svenska Hemvärnet skall få huvudansvaret för det territoriella försvaret av Sverige. Hemvärnets numerär slogs fast till 22 000 soldater i totalt 40 bataljoner, varav merparten skall tillhöra de mer kvalificerade Nationella Skyddsstyrkorna som snabbt ska kunna förflyttas över hela Sverige. Hemvärnet som helhet kommer att vara ett lätt, delvis motoriserat infanteri. Avsikten är att det skall vara mobilt och snabbt att mobilisera. En normal hemvärnsbataljon kommer att bestå av:
- 1 bataljonsstab med ledningspluton
- 2-4 insatskompanier med personterrängbilar och bandvagnar
- 1-2 bevakningskompanier utan egna fordon

| Hvbat KFS14 |